# Álvaro de Assis Osório Mendes
Álvaro de Assis Osório Mendes (Oeiras, 31 de maio de 1835 — Teresina, 5 de dezembro de 1907) foi um advogado, magistrado e político brasileiro, senador e governador do Piauí durante a República Velha. Patrono da Academia Piauiense de Letras. 

## Biografia
Nasceu em Oeiras, Piauí, em 31 de maio de 1835, e formou-se na Faculdade de Direito do Recife, em 1878. Filho do médico Simplício de Sousa Mendes, também político, e de Francisca de Assis Osório Mendes.
Foi chefe de Polícia, promotor público em Barreirinhas, Resende, Amarante e São José dos Matões, além de juiz de Direito em São João do Piauí. Foi também um dos cinco primeiros Desembargadores do Tribunal de Justiça e Tesoureiro da Imprensa Nacional. Posteriormente, foi senador da República (1900-1904) e governador do Piauí, de 1904 até seu falecimento.
Seu pai, Simplício de Sousa Mendes, presidiu a Província do Piauí quatro vezes, de 12 de março a 2 de abril de 1853, de 30 de dezembro de 1858 a 1 de janeiro de 1859, de 24 a 28 de agosto de 1868, e de 3 de abril a 21 de maio de 1869.
Teve dois filhos antes de se casar com D. Maria dos Anjos Mendes (que após a sua morte, casou-se em segundas núpcias com Pedro Mendes, primo do falecido marido, combatente da Guerra dos Canudos), reconhecidos e criados por ele, mas sem referência dos mesmos nos livros da História do Piauí.

## Raízes genealógicas
Fazia parte da tradicional família Coelho Rodrigues de Paulistana, estado do Piauí, com raízes genealógicas na Freguesia de Paço de Sousa, no Distrito do Porto, em Portugal, visto que era trineto de Manuel de Sousa Martins (primeiro do nome) e Anna Rodrigues de Santana, sendo, portanto, tetraneto de Domiciana Vieira de Carvalho e Valério Coelho Rodrigues.
Álvaro Mendes era neto paterno do Coronel do Exército e político Antônio de Sousa Mendes (primeiro do nome) e de Maria Francisca de Santana. Seu avô foi combatente na Guerra da independência e na repressão à Balaiada, deputado geral (1853 – 1856) e provincial em diversas legislaturas.
Era pentaneto do paulista Hilário Vieira de Carvalho e  da baiana Maria da Encarnação do Rego Monteiro, fundadores da fazenda Paulista, em 1719, origem da atual cidade de Paulistana, no sudeste do Piauí.
O seu tetravô, Valério Coelho Rodrigues, nasceu em Portugal e morou a maior parte de sua vida na Fazenda do Paulista, atualmente município de Paulistana, Piauí. Ele foi um personagem importante no processo de colonização portuguesa no Piauí, em virtude de ter sido um dos desbravadores do interior do Estado, ao longo do Século XVIII.
Valério Coelho Rodrigues atuou como político, sendo eleito de pelouros diversas vezes para o senado da câmara de Oeiras. Entre 1754 e 1756, ele também ocupou o cargo de juiz ordinário na antiga capital da Capitania do Piauí. Em 1769, exerceu novamente o cargo de juiz ordinário de Oeiras. Em seguida, até o ano de 1771, ocupou os cargos reunidos de ouvidor-geral, provedor da real fazenda e dos defuntos e ausentes, capelas e resíduos da capitania, tendo sido indicado para mestre-de-campo do terço de infantaria auxiliar da guarnição do Piauí.